# Туринск
Тури́нск — город в  Свердловской области России. Административный центр Туринского района и Туринского муниципального округа.

## География
Туринск расположен на правом берегу реки Туры (бассейн Оби), в 252 километрах от областного центра — города Екатеринбурга, в центральной части Туринской равнины.
В 1916 году открыто движение по прошедшей через город железнодорожной линии Екатеринбург — Тавда. Через Туринск проходит железнодорожный ход Екатеринбург — Устье-Аха Свердловской железной дороги. В городе расположена станция Туринск-Уральский.
Расстояние по автомобильным дорогам от нулевого километра Екатеринбурга до Туринска — 260 километров.
Расстояние от Туринска до города Тюмени — 148 километров по прямой и 177 километров по автомобильной дороге.

## История

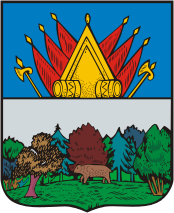
Герб 1785 года

Основан 30 января (9 февраля) 1600 года по грамоте царя Бориса Фёдоровича Годунова, как острог тюменским письменным головою Фёдором Осиповичем Яновым на месте разрушенного Ермаком в 1582 году древнего татарского поселения Епанчин (Епанчин-юрт). Основание связано с открытием в 1597 году новой более короткой Бабиновской дороги от Соликамска до верховья Туры, острог между Верхотурьем и Тюменью был необходим для охраны водного пути в Сибирь.
В дальнейшем Туринский острог неоднократно перестраивался (1603, 1670—1680-е, 1690-е, 1705). С 1603 года город и центр уезда, входил в Тобольский разряд, а в 1687—1693 года в Верхотуринский разряд.
С начала XVII века город использовался, как место ссылки (среди отбывавших её были князь П. П. Пронский, декабристы Н. В. Басаргин, В. П. Ивашев, И. И. Пущин, Е. П. Оболенский, участники польского восстания 1863–1864 гг., участники Парижской коммуны 1871 г., Н. А. Шевелев и другие. Из ссылки бежали А. С. Грин и В. П. Ногин).
В 1629 году управление Сибирью разделено на два разряда, или две области: Тобольскую и Томскую. В разряд Тобольска входили города: Верхотурье, Пелым, Туринск, Сургут, Берёзов и Мангазея с малыми острогами и зимовьями.
Благодаря пашням, расположенным рядом с городом, в 1640-е годы Туринск стал крупным сибирским центром хлебной торговли. В XVIII веке он превратился в место ссылки государственных преступников. Было возведено здание сибирской пересыльной тюрьмы.
В «Чертёжной книге Сибири» Семёна Ремезова 1701 года обозначается одновременно и как град Епанчин на карте, и как Туринский острог в оглавлении.
В 1708 году город был приписан к учреждённой Сибирской губернии, в 1719 году вошёл в состав Тобольской провинции. В 1822—1898 годах окружной город Тобольской губернии.
Во второй половине XVIII века он утратил своё торговое и оборонительное значение по причине прокладки Сибирского тракта через Тюмень и Екатеринбург. В 1750 году Туринская крепость сгорела и больше не восстанавливалась.
В 1782 году Туринск стал уездным городом Тобольской области Тобольского наместничества, позднее Тобольской губернии. В XVIII — начале XX веков был крупным сибирским ремесленным центром резьбы и золочения по дереву, изготовления золотошвейных изделий, иконописи, сапожного и кузнечного ремёсел. Из Туринска на Ирбитскую ярмарку привозилась пушнина. В 1789 году по указу Тобольского наместнического правления была дополнительно открыта ежегодная Никольская ярмарка.
В 1897 году в городе проживало более трёх тысяч человек. Продолжала действовать Никольская ярмарка, насчитывалось 32 предприятия. Основные занятия: ямщина, лесозаготовительное дело, ремесленничество и отхожие промыслы. В городе было 19 каменных домов, 2 больницы, женская прогимназия, уездное училище, женский монастырь. Грамотность составляла всего 4-5 % населения.
Советская власть в городе была установлена 21 февраля 1918 года. С июля 1918 года город находился под контролем белый войск и 28 июля 1919 года занят частями РККА.
До 1920 года Туринск находился в составе Тобольской губернии.
В 1920-1923 годах Туринск — уездный город Тюменской губернии.
В 1920-е — 1950-е годы в Туринском районе осуждено внесудебным решением 482 человека, расстреляно 152 осуждённых, из них 4 священнослужителя, раскулачено 1139 дворов с численностью жителей более 6 тысяч, депортировано в Туринский район около 6 тыс. людей разных национальностей.
В 1923—1924 годах окружной город, а с 1924 года районный центр Уральской области.
1 февраля 1963 года город Туринск был включён в состав Туринского сельского района. В 1965 году город был оставлен в составе Туринского района.
В 1995—1996 годах в границах города Туринска и Туринского района сформировано муниципальное образование Туринский район. С 31 декабря 2004 года оно получило статус городского округа, с 1 января 2006 года — наименование Туринский городской округ. С 1 января 2025 года городской округ преобразован в Туринский муниципальный округ.

## Население
| 1856    | 1897    | 1913    | 1926    | 1931    | 1959    | 1967    | 1970    |
| ------- | ------- | ------- | ------- | ------- | ------- | ------- | ------- |
| 3700    | ↘3200   | ↗4300   | ↗4500   | ↗5500   | ↗18 838 | ↗22 000 | ↗22 216 |
| 1979    | 1989    | 1992    | 1996    | 1998    | 2000    | 2001    | 2002    |
| ↗22 899 | ↗23 189 | ↗23 300 | ↘22 900 | ↘22 400 | ↘21 900 | ↘21 500 | ↘19 313 |
| 2003    | 2005    | 2006    | 2007    | 2008    | 2009    | 2010    | 2011    |
| ↘19 300 | ↘18 800 | ↘18 700 | ↘18 500 | ↘18 300 | ↘18 184 | ↘17 925 | ↘17 900 |
| 2012    | 2013    | 2014    | 2015    | 2016    | 2017    | 2018    | 2019    |
| ↘17 630 | ↘17 355 | ↘17 277 | ↗17 305 | ↗17 345 | ↘17 316 | ↘17 233 | ↘17 060 |
| 2020    | 2021    | 2023    |         |         |         |         |         |
| ↗17 115 | ↘16 561 | ↗16 594 |         |         |         |         |         |

На 1 января 2025 года по численности населения город находился на 735-м месте из 1124 городов Российской Федерации.

## Климат
В Туринске умеренный континентальный климат с морозной зимой и тёплым летом.
- Среднегодовая относительная влажность воздуха: 75 %. Среднемесячная влажность от 62 % в мае до 82 % в ноябре.
- Среднегодовая скорость ветра: 3,1 м/с. Среднемесячная скорость от 2,2 м/с в июле до 3,5 м/с в апреле и ноябре[30].

| Показатель              | Янв.  | Фев.  | Март  | Апр.  | Май   | Июнь | Июль | Авг. | Сен. | Окт.  | Нояб. | Дек.  | Год   |
| ----------------------- | ----- | ----- | ----- | ----- | ----- | ---- | ---- | ---- | ---- | ----- | ----- | ----- | ----- |
| Абсолютный максимум, °C | 6,2   | 10,0  | 18,0  | 31,1  | 36,1  | 36,6 | 36,6 | 36,2 | 31,0 | 24,3  | 14,2  | 6,4   | 36,6  |
| Средняя температура, °C | −15,6 | −13,9 | −5,4  | 3,2   | 10,9  | 16,7 | 18,6 | 15,2 | 9,2  | 2,6   | −7,6  | −13,4 | 1,7   |
| Абсолютный минимум, °C  | −47,2 | −46,7 | −39,7 | −24,6 | −12,4 | −5,9 | 2,0  | −2,3 | −6,9 | −25,6 | −40,4 | −47,9 | −47,9 |
| Норма осадков, мм       | 31    | 22    | 22    | 28    | 52    | 61   | 71   | 76   | 63   | 40    | 38    | 32    | 536   |
| Источник: .             |       |       |       |       |       |      |      |      |      |       |       |       |       |

## Достопримечательности
- Имеется ряд исторических зданий, связанных с декабристами. Это Туринский дом-музей декабристов[33][34] в доме декабриста В. П. Ивашева (ул. Революции, 11), где в разные годы проживали декабристы И. И. Пущин и Е. П. Оболенский, и дом декабриста Н. В. Басаргина (ул. Декабристов, 39), где проживал декабрист С. М. Семёнов. В последнем расположен дом традиционных промыслов и ремёсел. С историей декабристов связаны могила В. П. Ивашева и Камиллы Ле Дантю на городском кладбище и Парк декабристов.
- дом купца 1-й гильдии Семёна Андреевича Чиркова (ул. Свердлова, 46), в настоящее время в здании находится Туринский районный суд,
- дом податного инспектора Ивана Павловича Хомченко, объект культурного наследия Туринского городского округа[35][36].
- Свято-Николаевский женский монастырь[37], основанный в 1822 году преподобным Василиском Сибирским на месте упразднённого мужского монастыря,
- памятный знак в честь 400-летия Туринска на пересечении улиц Ленина и Революции,
- мемориал погибшим в Гражданскую и Великую Отечественную войнах (площадь Восстания),
- церковь Сретения Господня[38],
- церковь Спаса Всемилостивого[39],
- автомобильный мост через реку Туру протяжённостью около 6 километров, самый длинный автомобильный мост в Свердловской области[40],
- памятный знак жертвам политических репрессий (ул. Ленина),
- памятник ликвидаторам аварии на ЧАЭС (вблизи краеведческого музея),
- памятник Ивану Акулову (ул. Ленина, 33, вблизи центральной районной библиотеки имени И. И. Пущина),
- барельеф Г. К. Жукова, установленный на перроне железнодорожной станции Туринск-Уральский в 1990 году.
- памятник автомобилю ГАЗ-АА, установленный рядом со зданием Туринского АТП,
- памятник трактору ДТ-54, участнику распашки залежных земель в Туринском районе (Социалистическая ул., 148),
- мемориал воинам-интернационалистам в Историческом сквере (бывший сквер им. П. Морозова)[41],
- железнодорожный вокзал станции Туринск-Уральский, выполненное в стилевых формах деревянного модерна, объект культурного наследия Свердловской области[42],
- здание бывшего Туринского Сретенского четырёхклассного городского училища, построено на рубеже XIX — XX вв. по заказу первого почётного гражданина города Туринска С. А. Чиркова, объект культурного наследия Свердловской области[42].

## Образование
По состоянию на 2022 год, действует девять детских садов. Среднее и общее образование представлено 4 общеобразовательными школами и 1 специальной (коррекционной) школой:
- МАОУ «Средняя общеобразовательная школа № 1 им. В.А. Малых»,
- МАОУ «Средняя общеобразовательная школа № 2 им. Ж.И. Алфёрова»,
- МАОУ «Средняя общеобразовательная школа № 3 им. Ю.А. Гагарина»,
- МАОУ «Основная общеобразовательная школа № 4» (бывшая туринская женская прогимназия, основанная в 1865 г.),
- ГБОУ СО «Туринская специальная (коррекционная) общеобразовательная школа-интернат».

Дополнительное образование представляют:
- детская школа искусств,
- центр дополнительного образования детей «Спектр»,
- детско-юношеская спортивная школа.

Среднее профессиональное образование представляет:
- государственное бюджетное профессиональное образовательное учреждение Свердловской области «Туринский многопрофильный техникум».

## Учреждения и органы власти
Муниципальные органы власти: дума и администрация Туринского муниципального округа.
Органы исполнительной власти Свердловской области представлены: Туринским отделом сельского хозяйства министерства агропромышленного комплекса и потребительского рынка Свердловской области, управлением социальной политики № 7 по Тавдинскому, Таборинскому и Туринскому районам.

## Здравоохранение
Государственное бюджетное учреждение здравоохранения Свердловской области «Туринская центральная районная больница имени О. Д. Зубова» включает районную поликлинику, стационар, противотуберкулёзный диспансер с дневным стационаром, отделение скорой медицинской помощи, диагностические подразделения, а также пункт общей врачебной практики и стоматологическую поликлинику.
Негосударственные учреждения здравоохранения:  ООО «Дента» (стоматология) и лаборатория «Ситилаб».

### Аптечная сеть
В Туринске функционируют как муниципальные аптеки (ООО «Центральная районная аптека»), осуществляющая льготное лекарственное обеспечение населения, так и коммерческие сетевые: «Живика», «Планета здоровья», «Апрель», ряд аптечных пунктов.

## Культура
Учреждения культуры Туринска представлены Туринским районным домом культуры, домом культуры посёлка ЦБЗ, централизованной библиотечной системой Туринского городского округа, в которую входят центральная районная библиотека имени И. И. Пущина, детская библиотека, а также библиотеки, расположенные за пределами города.

### Библиотеки
История библиотечного дела в Туринске насчитывает более века. В XIX веке книжные собрания были, в основном, у состоятельных жителей, широкий доступ к книгам был ограничен. Вот как ситуацию с библиотечным делом в Туринске на рубеже XIX — XX веков описывает А. Бахарев:
Кроме приведённого перечня органов печати, в Туринске ещё у частных лиц имеется не одна тысяча томов разных авторов: Тургенев, Достоевский, Толстой, Щедрин, Белинский, Писарев, Скабичевский и пр. Есть также и выдающиеся иностранные авторы, как, например, Виктор Гюго, Доде и пр. Надо полагать, что в Туринске найдутся все русские писатели (и много иностранных) как здравствующие доныне, так и умершие. Кроме того, всякая литературная новинка исправно приобретается в Туринске.
 
очерк А. Бахарева «Туринск Тобольской губернии» из книги 1 «Дорожник по Сибири и азиатской России», январь 1901 г. 
.
11 октября 1912 года городской староста Михаил Степанович Рысев доложил собранию городских уполномоченных, «что в городе Туринске до настоящего времени не имеется общественной библиотеки-читальни. ...Большинство жителей города за неимением лишних средств лишено возможности приобретать полезные сведения» Заслушав доклад, собрание постановило: «открыть народную библиотеку-читальню с начала 1913 г., поместив её в одной из свободных комнат здания городского управления». 21 мая 1913 г. городскому старосте из Тобольска было выслано «свидетельство на право открытия городской библиотеки-читальни», сопровождённое указаниями: «чтобы в библиотеке не имелось недозволенных цензурою или запрещённых к публичному обращению книг, чтобы все имеющиеся на лицо и поступающие книги вносились в каталоги...». Первым смотрителем библиотеки был учитель Михаил Михайлович Боярский.
 «...прошу Ваше Превосходительство разрешить открытие библиотеки-читальни в городе Туринске, при этом доношу, что ответственным лицом в предполагаемой к открытию библиотеки-читальни избран учитель Михаил Михайлович Боярский. Кроме вышеизложенного прошу об удовлетворении ходатайства Собрания Уполномоченных... о выдаче безвозвратной субсидии из средств Комитета о народной трезвости на устройство и оборудование вышеозначенной библиотеки-читальни».
 
Из рапорта и.д. городского старосты Ф.Кузнецова Тобольскому Губернатору от 16 марта 1913 г. 
В 1930 году городская библиотека размещалась по адресу Советская ул., 25 (сейчас ул. Декабристов). Была только одна читальня, 4 000 книг и один работник. Библиотека размещалась на площади 20 кв. метров. В 1945 году ей присвоено имя Ивана Ивановича Пущина «по просьбам трудящихся и во знаменование 120-летия со дня восстания декабристов». В 1960-70 годы библиотека стала методическим и координационным центром для сельских, а затем профсоюзных библиотек Туринского района, проводились совместные семинары.  В отчетах того времени фигурировала таблица «Организация обслуживания населения», ЦРБ была обязана отчитываться, какой процент населения был охвачен книгой. В 1976 году создана центральная библиотечная система Туринского района.. Районная библиотека была школой передового опыта по информационному обслуживанию специалистов сельского хозяйства. Появилась такая форма работы, как автомобиль-библиотека, обслуживающий сельские населенные пункты, в которых библиотеки отсутствовали. ЦРБ являлась базой практики студентов библиотечного отделения Свердловского культпросветучилища.

### Музеи
Музейное дело представлен Туринским краеведческим музеем, домом-музеем декабристов— филиалом Свердловского областного краеведческого музея, домом традиционных промыслов и ремёсел, музеем спорта.

### Кинотеатры
На базе ДК ЦБЗ функционирует кинозал «Искра», открытый в декабре 2018 года. Назван в честь одноимённого кинотеатра, прекратившего деятельность в 1990-е годы.

## Выдающиеся уроженцы
- Иван Панаев (1752/1753—1796) — русский государственный деятель, писатель, просветитель, Пермский губернский прокурор.
- Платон Тихов (1865—1917) — русский врач-хирург, ординарный профессор кафедры госпитальной хирургической клиники Императорского Томского университета.
- Константин Подревский (1888—1930) — русский поэт, композитор, переводчик, автор стихов к знаменитому романсу «Дорогой длинною».
- Михаил Янко (1912—1998) — советский филолог, литературовед, общественный деятель, заведующий кафедрой русской и зарубежной литературы Курганского педагогического института, кандидат педагогических наук, профессор, отличник народного просвещения РСФСР.
- Дмитрий Мишин (1919—1998) — советский и российский физик, доктор физико-математических наук, профессор, основатель научной школы физиков-магнитологов в Тверском государственном университете.
- Надежда Журкина (1920—2002) — советская военнослужащая, участница Великой Отечественной войны, полный кавалер ордена Славы.
- Дмитрий Галкин (1926—2014) — советский хозяйственный и государственный деятель, директор Магнитогорского металлургического комбината (1973—1979), Министр металлургии Украинской ССР (1981—1988), член ЦК КПСС (1976—1981), член Центральной ревизионной комиссии КПСС (1981—1990), Герой Социалистического Труда, депутат Верховного Совета СССР (1974—1989).
- Маргарита Терехова (род. 1942) — советская и российская актриса театра и кино, режиссёр, народная артистка России, почётный гражданин Туринского района[49], одна из самых популярных актрис отечественного кинематографа 1970—1980 годов[50], ведущая актриса Государственного академического театра им. Моссовета (1964–2005).

## Выдающиеся жители
- Иван Калганов (1845—1882) — русский живописец-бытописатель.
- Семён Чирков (1847—1906) — туринский купец 1-й гильдии, чаеторговец, благотворитель и меценат.
- Яков Ватомов (1918—1941) — советский военнослужащий, Герой Советского Союза.
- Иван Акулов (1922—1988) — советский писатель, лауреат Государственной премии РСФСР им. М. Горького за роман «Крещение».
- Всеволод Стадухин (1922—2004) — советский деятель сельского хозяйства, Герой Социалистического Труда.
- Владимир Малых (1923—1973) — советский физик-ядерщик, Герой Социалистического Труда, разработчик ТВЭЛ для первой в мире АЭС в Обнинске.
- Пётр Лукьянов (1924—1982) — советский военнослужащий, полный кавалер ордена Славы.
- Вера Николаева (1925—2011) — советский врач, хирург, организатор здравоохранения, Герой Социалистического Труда, главный врач Туринской центральной районной больницы (1959—1974).
- Жорес Алфёров (1930—2019) — советский и российский физик, лауреат Нобелевской премии по физике, почётный гражданин Туринского района[49].
- Валерий Чичканов (1939—2023) — советский и российский экономист, государственный деятель, доктор экономических наук, профессор, член-корреспондент АН СССР, заместитель председателя Уральского отделения Академии наук СССР (1986—1990), заместитель Председателя Совета Министров РСФСР (1990—1991), почётный гражданин Туринского района[49].

## Экономика

### Промышленные предприятия
- АО «Туринский целлюлозно-бумажный завод» — производство бумаги (писчей, упаковочной, санитарно-гигиенической), изделий ДВП, обоев (выпуск обоев прекращён в 2018 г).
- ООО «Гефест-Сталь» — производство металлических конструкций и изделий, металлообработка нержавеющей стали, изготовление бытовых и промышленных систем дымоходов.
- ПАО «Туринский хлебокомбинат» — производство кондитерских и хлебобулочных изделий.
- ООО «Леспромхоз «Туринский» — заготовка и переработка древесины.
- ПК «Туринский межхозяйственный лесхоз» — заготовка и переработка древесины. Заготовленная древесина разделывается на сортаменты: пиловочник, баланс березовый, фанерный кряж, дрова топливные.
- Колбасный цех (ИП Горбунова Н. Н) — изготовление колбасных и мясных изделий.
- ООО «Стройсервис» — строительство и ремонт дорог.
- ООО «Строймонтаж» — строительство и ремонт зданий и сооружений.

Ныне закрытые и не существующие предприятия
- Туринский маслозавод (ОАО «Туринский маслодельный завод») — закрыт в 2008 году.
- Туринский пивоваренный завод — производство пива и безалкогольных напитков. Закрыт.
- Туринская инкубаторно-птицеводческая фабрика (ИПС) — производство яиц, мяса кур. Закрыта в 2001 — 2003 годах.
- Туринская спичечная фабрика — производство спичек, закрыта в 2000 г.
- Туринская фабрика детской игрушки — производство деревянных сувениров и изделий с Урало-Сибирской росписью. Существовала с 1928 по 1960 годы как артель, с 1960 по 2000 годы как фабрика.
- Филиал Ирбитского мотоциклетного завода — производство сопутствующих изделий для производства мотоциклов.
- Общество с ограниченной ответственностью «Пластсервис» — изготовление пластиковых конструкций.

### Сфера услуг
- ООО «Туринская типография» — изготовление печатной и полиграфической продукции.
- ООО «Туринское автотранспортное предприятие» — перевозка пассажиров автобусным транспортом по междугородным маршрутам.
- ООО «Автотранспортное предприятие «Тура» — перевозка пассажиров автобусным транспортом по пригородным и внутригородским маршрутам.
- МУП ЖКХ «Водоканал» — оказание услуг по водоснабжению, водоотведению.
- МУП ЖКХ «Тепло-энерго цех № 1» — оказание услуг по производству и передаче тепловой энергии.
- МУП ЖКХ «Теплосеть» — оказание услуг передаче тепловой энергии от котельных, содержание полигона ТБО; оказание услуг бани[51].

### Торговля и бытовое обслуживание
- Торговые сети: Rbt.tu, «Монетка», «Связной», «220 вольт», «Магнит», «Пятёрочка», «Светофор», DNS, Fix Price.

## СМИ

### Телерадиокомпании
- Туринская телерадиокомпания «Вектор»,
- телестудия «3 канал»,
- радиостанция «Ермак» некруглосуточного вещания на частоте «Радио Дача» (103 МГц), выходят новостные программы о событиях в Туринске и районе, программа музыкальных поздравлений.

### Печатные издания
«Известия-Тур» — старейшая общественно-политическая газета Туринска и Туринского района издается с 1917 года. Первый номер уездной газеты «Известия», органа Туринского уездного совета рабочих, солдатских и крестьянских депутатов вышел в свет 19 августа 1917 года. В прежние годы называлась «Известия» (1917 — 1935 гг.), «За коммунизм» (1935 — 1962 гг.), «Заря» (1963 — 1999 годы),«Восход» (объединённая газета Ирбитского управленческого округа). Выходит 1 раз в неделю, объединяя самые значимые события городского и районного масштаба. Является официальным источником опубликования муниципальных правовых актов.

### Радиовещание
- (ПЛАН) Волна FM — 100,1 МГц;
- «Радио России» / «Радио Урала» — 102,2 МГц;
- «Радио Дача» — 103,0 МГц;
- «Радио СИ» / (ПЛАН) «Радио Туринск FM» (c 07:00 до 23:00) — 103,4 МГц;
- Радио «Воскресение» — 105,4 МГц;

## Транспорт
Городской транспорт Туринска представлен автобусами ПАЗ различных модификаций. ООО «Автотранспортное предприятие «Тура» (бывшее муниципальное унитарное автотранспортное предприятие «Тура») осуществляет перевозки пассажиров по городским и пригородным маршрутам, а также по маршруту Туринск — Туринская Слобода. ООО «Туринское автопредприятие» осуществляет междугородные перевозки в Екатеринбург (через Ирбит, Зайково, Артёмовский), Тавду и Тюмень.

### Внутригородские автобусные маршруты
- № 1 «ИПС — Дом быта ЦБЗ»;
- № 2а «Общежитие ПМК-3 — Дом быта ЦБЗ»;
- № 3 «ИПС — Коллективные сады» (сезонный маршрут действует с мая по сентябрь).

### Железнодорожное сообщение
Железнодорожное пассажирское сообщение осуществляется со станции Туринск-Уральский Свердловской железной дороги следующими поездами:
- № 410/409 Екатеринбург — Устье-Аха (через Реж, Егоршино, Ирбит, Тавду),
- № 6675/6673 Тавда — Туринск — Егоршино.